# Анкорьён, Ари
Ари Анкорьён (ивр. ארי אנקוריון‎; род. 2 октября 1908 года, Калвария, Литва — 11 марта 1986 года) — израильский политик, депутат кнессета (5, 6, 7, 8 созывы).

## Биография
Ари Воловицкий (позже Анкорьён) родился 2 октября 1908 года в Калварии (Российская империя, ныне — Литва) в семье Шимшона Воловицкого и Клары Сперлинг.
Он посещал реформированный хедер и еврейскую научно-техническую школу, а позже изучал право в Университете Витовта Великого в Каунасе и получил диплом юриста. Ещё будучи студентом, он вступил в Сионистскую студенческую организацию в Каунасе. Он также был членом сионистско-социалистической партии и Лиги трудящихся Израиля.
В 1933 году Ари Анкорьён репатриировался на территорию Подмандатной Палестины, работал юристом в Иерусалиме.
С 1934 по 1935 год он был членом городского секретариата МАПАИ. С 1936 по 1938 год работал лондонским корреспондентом газеты «Давар». Находясь в Лондоне, он получил докторскую степень по философии в Лондонской школе экономики. Вернувшись в Палестину, с 1940 по 1946 годы, он работал юрисконсультом «Хеврат ха-Овдим», экономического крыла профсоюза «Гистадрут».
Он был в списке МАПАЙ на выборах 1961 года, и, хотя ему не удалось получить место, он вошёл в кнессет 5-го созыва 7 июля 1965 года в качестве замены умершего Моше Шаретта. Ари Анкорьён потерял своё место на выборах в ноябре 1965 года, но, тем не менее, вернулся в кнессет во второй раз 26 февраля 1969 года в качестве замены премьер-министра Леви Эшколя, скончавшегося при исполнении служебных обязанностей. Он был переизбран на выборах в октябре 1969 года и снова в 1973 году, прежде чем потерять своё место в последний раз на выборах 1977 года.
Ари Анкорьён умер в 1986 году в возрасте 77 лет.